# Абате, Карло
Карло Мария Абате (итал. Carlo Maria Abate; 10 июля 1932, Турин —
29 апреля 2019) — итальянский гонщик, выступавший в разных классах автогонок, в том числе в Формуле-1. Он был также одним из лучших гонщиков за рулём Ferrari 250 GTO. Абате предпочитал использовать имя «Карло Марио Абате» (итал. Carlo Mario Abate) вместо женской формы «Мария».
Абате в основном выступал за частную итальянскую команду en:Scuderia Serenissima графа Giovanni Volpi, но он также гонялся за en:Scuderia Centro Sud, а также Scuderia Ferrari и заводскую команду Porsche. В 1959 он выиграл гонку Mille Miglia совместно с G. Balzarini.
Абате выиграл один из этапов en:1962 World Sportscar Championship: Trophée d’Auvergne, 15 июля 1962.
В 1962 он пробовал участвовать в гонках Формулы-1. В en:1962 Naples Grand Prix на Porsche он финишировал 4-м. После того, как он разбил свой Lotus 18/21 в следующей своей гонке в Реймс-Гу, он отменил участие в своей первой гонке в Чемпионате мира, Франция 1962, а затем также отменил и свой старт в Германия 1962. Наконец, он смог вернуться к участию в гонках в en:1962 Mediterranean Grand Prix, где он финишировал 3-м. В следующем, 1963 году, он привёл Cooper команды Scuderia Centro Sud на пятое место в en:1963 Imola Grand Prix, а также финишировал третьим в Сиракузах. После того, как он снова отменил своё участие в ещё одной гонке ЧМ, Италия 1963, он решил завершить гоночную карьеру в конце сезона. Этот сезон оказался его лучшим годом: он достиг пика, победив в гонке Targa Florio в заводской Porsche вместе с Йоакимом Бонниером.
Впоследствии Абате стал директором в частной клинике.

### Результаты в гонках чемпионата мира Формулы-1
| Легенда к таблице |                                                                    |
| --- | ------------------------------------------------------------------ |
| В таблице перечислены результаты всех Гран-при Формулы-1, в которых принимал участие гонщик. Строками таблицы являются сезоны, столбцами — этапы чемпионата мира. В каждой клетке указаны сокращённое название этапа и результат, дополнительно обозначенный цветом. Расшифровка обозначений и цветов представлена в нижеследующей таблице. |                                                                    |
| \| Пример \| Описание \| \| ------------ \| ------------------------------------------------------------------ \| \| 1 \| Победитель \| \| 2 \| Второе место \| \| 3 \| Третье место \| \| 5 \| Финишировал, заработав очки \| \| Сход \| Не финишировал, но при этом заработал очки \| \| 12 \| Финишировал, не получив очков \| \| НКЛ \| Финишировал, но не попал в финальную классификацию \| \| 15 \| Участвовал вне зачёта, либо по отдельной классификации \| \| 18 \| Не финишировал, но попал в финальную классификацию \| \| Сход \| Не финишировал \| \| НКВ \| Не прошёл квалификацию \| \| НПКВ \| Не прошёл предквалификацию \| \| ДСК \| Дисквалифицирован \| \| ИСК \| Исключён из протокола соревнований \| \| ТТ \| Заявлен для участия только в тренировках \| \| НС \| Участвовал в квалификации, но не стартовал в гонке \| \| Т \| Травмирован или болен \| \| ОТК \| Отказ от участия \| \| НТР \| Прибыл на соревнования, но на трассу не выезжал \| \| НПР \| Был заявлен в числе участников, но не прибыл к началу соревнований \| \| О \| Соревнования отменены \| \| \| Не участвовал \| \| Поул-позиция \| \| \| Быстрый круг \| \| |                                                                    |
| Пример | Описание                                                           |
| 1 | Победитель                                                         |
| 2 | Второе место                                                       |
| 3 | Третье место                                                       |
| 5 | Финишировал, заработав очки                                        |
| Сход | Не финишировал, но при этом заработал очки                         |
| 12 | Финишировал, не получив очков                                      |
| НКЛ | Финишировал, но не попал в финальную классификацию                 |
| 15 | Участвовал вне зачёта, либо по отдельной классификации             |
| 18 | Не финишировал, но попал в финальную классификацию                 |
| Сход | Не финишировал                                                     |
| НКВ | Не прошёл квалификацию                                             |
| НПКВ | Не прошёл предквалификацию                                         |
| ДСК | Дисквалифицирован                                                  |
| ИСК | Исключён из протокола соревнований                                 |
| ТТ | Заявлен для участия только в тренировках                           |
| НС | Участвовал в квалификации, но не стартовал в гонке                 |
| Т | Травмирован или болен                                              |
| ОТК | Отказ от участия                                                   |
| НТР | Прибыл на соревнования, но на трассу не выезжал                    |
| НПР | Был заявлен в числе участников, но не прибыл к началу соревнований |
| О | Соревнования отменены                                              |
| | Не участвовал                                                      |
| Поул-позиция |                                                                    |
| Быстрый круг |                                                                    |

| Код | Название Гран-при       | Код | Название Гран-при          |
| --- | ----------------------- | --- | -------------------------- |
| 500 | 500 миль Индианаполиса  | МАЗ | Гран-при Малайзии          |
| 70Л | Гран-при 70-летия       | МАЙ | Гран-при Майами            |
| АБУ | Гран-при Абу-Даби       | МАР | Гран-при Марокко           |
| АВС | Гран-при Австралии      | МЕК | Гран-при Мексики           |
| АВТ | Гран-при Австрии        | МЕХ | Гран-при Мехико            |
| АЗЕ | Гран-при Азербайджана   | МОН | Гран-при Монако            |
| АЙФ | Гран-при Айфеля         | НИД | Гран-при Нидерландов       |
| АРГ | Гран-при Аргентины      | ПЕС | Гран-при Пескары           |
| БАХ | Гран-при Бахрейна       | ПОР | Гран-при Португалии        |
| БЕЛ | Гран-при Бельгии        | РОФ | Гран-при России            |
| БРА | Гран-при Бразилии       | САН | Гран-при Сан-Марино        |
| ВЕЛ | Гран-при Великобритании | САП | Гран-при Сан-Паулу         |
| ВЕН | Гран-при Венгрии        | САУ | Гран-при Саудовской Аравии |
| ГЕР | Гран-при Германии       | САХ | Гран-при Сахира            |
| ДАЛ | Гран-при Далласа        | СИН | Гран-при Сингапура         |
| ДЕТ | Гран-при Детройта       | СОЕ | Гран-при США               |
| ЕВР | Гран-при Европы         | СШЗ | Гран-при США-Запад         |
| ИНД | Гран-при Индии          | ТИХ | Гран-при Тихого океана     |
| ИСП | Гран-при Испании        | ТОС | Гран-при Тосканы           |
| ИТА | Гран-при Италии         | ТУЦ | Гран-при Турции            |
| КАН | Гран-при Канады         | ФРА | Гран-при Франции           |
| КАТ | Гран-при Катара         | ШВА | Гран-при Швейцарии         |
| КИТ | Гран-при Китая          | ШВЕ | Гран-при Швеции            |
| КОР | Гран-при Кореи          | ШТИ | Гран-при Штирии            |
| ЛАС | Гран-при Лас-Вегаса     | ЭМИ | Гран-при Эмилии-Романьи    |
| СИЗ | Гран-при Сизарс-пэласа  | ЮЖН | Гран-при ЮАР               |
| ЛЮК | Гран-при Люксембурга    | ЯПО | Гран-при Японии            |

| Сезон | Команда                           | Шасси       | Двигатель  | Ш | 1   | 2   | 3   | 4       | 5   | 6       | 7       | 8   | 9   | 10  | Место | Очки |
| ----- | --------------------------------- | ----------- | ---------- | - | --- | --- | --- | ------- | --- | ------- | ------- | --- | --- | --- | ----- | ---- |
| 1962  | Scuderia SSS Republica di Venezia | Lotus 18/21 | Climax L4  | ? | НИД | МОН | БЕЛ | ФРА НПР | ВЕЛ | ГЕР НПР | ИТА     | США | ЮАР |     |       |      |
| 1963  | Count Volpi                       | Porsche     | Porsche L4 | ? | МОН | БЕЛ | НИД | ФРА     | ВЕЛ | ГЕР     | ИТА НПР | США | МЕК | ЮАР |       |      |